# Альфа Весов
Альфа Весов (α Lib) — кратная система в созвездии Весов. Имеет несколько исторических названий:
- Зубен Эльгенуби от арабского الزبن الجنوبي (al-zuban al-janūbiyy) что означает «южная клешня»[11], так как созвездие Весов считалось «клешнями» Скорпиона (соответственно северная клешня Бета Весов).[12]
- Киффа Аустралис (Kiffa Australis) от латинского «южная чаша» (весов)[13].

Зубен Эльгенуби — вторая по яркости звезда созвездия Весов. Уже в бинокль отлично видно, что главная горячая голубая звезда 2,75m на большом расстоянии (5 минут дуги) имеет желтоватый спутник 5,15m звёздной величины. Обе звезды обладают сходными собственными движениями, но огромное расстояние между компонентами заставляет все же сомневаться в физической связи этих звёзд.
Компоненты системы находятся друг от друга на расстоянии, по крайней мере, 5500 а. е., что почти в 140 раз больше, чем расстояние от Солнца до Плутона, (возможно дистанция больше, так как точное расстояние не известно). В любом случае период обращения, если они физически связаны, составляет более чем 200 000 лет. От α2, α1 была бы видима как яркая звезда −10m звёздной величины, то есть в 100 раз более яркая, чем Венера в нашем небе. От α1, α2 была бы в 10 раз более яркой и светила бы как полная Луна.
Более яркая α2 сама является двойной звездой. Одна из звёзд на 45 процентов более яркая, чем другая. Они отделены друг от друга менее, чем на сотую часть угловой секунды, что составляет только несколько десятых долей астрономической единицы, и сопоставимо с расстоянием между Солнцем Меркурием. Даже от α1 они были бы неразрешимы человеческим глазом. Есть некоторые свидетельства, что эта тройная система принадлежит к движущейся группе звёзд Кастора, к которой также принадлежат Кастор, Вега, и Фомальгаут.
Зубен Эльгенуби располагается близко к эклиптике, поэтому может покрываться Луной, и очень редко — планетами. Ближайшее планетное покрытие Меркурием произойдёт 10 ноября 2052 года. Оба компонента затмеваются Солнцем примерно 7–9 ноября.